# 鄞義林
鄞義林（英語：Roy Ngerng Yi Ling，1981年5月9日—），是一名目前定居台灣的新加坡社會運動家和作家，以被裁定誹謗總理李顯龍罪成而聞名，其後成功募得給總理李顯龍的賠償金。
畢業於实龙岗初级学院和新加坡國立大學社會學系，其後曾任職新加坡保健促进局和陈笃生医院，曾代表革新黨出戰2015年新加坡大選。
2014年鄞義林在部落格上發表文章後，他被新加坡總理李顯龍以毀謗罪名提控，並且需要償還餘新幣約15萬的賠償金。被解雇、背負巨大負債後，鄞義林被迫在2016年移居台灣。

## 早年
鄞義林的父亲是一名卖菜头粿的小贩、母亲则是一位已退休的工厂工人。他与父母和妹妹住在三巴旺的一间四房式组屋单位里。鄞義林也有个姐姐。2000年以前，他们一家曾住在现已关闭的小学Hong Dao Primary School附近的一套两房式组屋单位里，他就曾就读于该小学。他的家人直到自己在2014年5月被李显龙提控才知道他的博客活动。

## 经历
毕业后，鄞義林在一个与自闭症儿童家庭合作的组织Autism Partnership工作了六个月。随后，他在新加坡保健促进局的传染病部门工作了6年，从事宣传活动并在国际会议上发表演讲，并于2011年获得年度员工创新奖。2012年，他进入陳篤生醫院擔任合同患者協調員，并在那裡發起了一項推动民众對艾滋病病患生活的了解的運動。他在2014年因為被指控公器私用而遭陈笃生医院辭退，他将这一解雇行为描述为“出于政治动机”。非政府人权组织Maruah对惩罚方式及其原因表示关切。同月，一位71岁男子Loh Thiam Hock因为了支持鄞義林破坏公共财产而被判入狱四个星期。

### 投身政治
2014年5月21日，鄞義林申请成为官委议员（NMP），该提案由另一博主韩慧慧提交。他最终在2014年8月确定职位的申请失败。
2015年8月，鄞義林曾代表革新党以共六人的团队参加2015年新加坡大選宏茂桥集选区的选举，仅获21.4%的选票而落败于时任总理李显龙所领导的人民行动党竞选团队（得票率78.63%），是当届选举所有集选区当中第二低的得票率。

### 迁居台湾
鄞義林于2016年10月迁居中华民国台北市。
2021年6月，鄞義林在推特發文稱讚對时任中華民國總統蔡英文感到驕傲，讓台灣與其他民主國家建立這麼好的關係，得到美日迅速援助疫苗，而在野黨中國國民黨回覆該貼文稱鄞義林是有色人種卻是極端「白人至上主義者」，鄞義林對此表示，國民黨的言論展現了對台灣政治的危害。

## 个人生活
鄞義林是一名同性恋者，正如他在2011年的个人博文“我的爱的权利（My Right To Love）”中所述。他撰写了与LGBT社区相关主题的博文，其中内容包括人际关系问题和艾滋病等。鄞義林的家人长期以来一直接受他的同性恋身份，尽管他们在几十年前他首次披露自己的性取向时并没有给予正面反应；他的母亲最初甚至为此哭了，好几年来拒绝承认他是同性恋者。

## 外部連結
- 鄞義林的X（前Twitter）（英文）
- The News Lens 關鍵評論網 - Roy Ngerng （页面存档备份，存于）（英文）